# بروكني
بروكني (بالإنجليزية: Brocēni)‏ هي منطقة سكنية تقع في لاتفيا في لاتفيا.[بحاجة لمصدر] يقدر عدد سكانها بـ 3,445 نسمة ومساحتها 8.55 كم2 .